# New Painting of Common Objects
La New Painting of Common Objects ("Nuova Pittura di oggetti comuni") è stata la prima rassegna museale della pop art americana, durante la quale nel 1962 al Norton Simon Museum di Pasadena furono esposte le opere dei seguenti otto artisti: Roy Lichtenstein, Jim Dine, Andy Warhol, Phillip Hefferton, Robert Dowd, Edward Ruscha, Joe Goode e Wayne Thiebaud.
Le loro estrazioni differenti: se da una parte Thiebaud insegnava all'Università della California, dall'altra Lichtenstein, Hefferton e Dowd avevano in precedenza realizzato alcune opere nello stile dell'Espressionismo astratto; Warhol era un noto artista commerciale, mentre a New York Dine era una figura collettivamente associata all'happening, improvvisazione di strada, arte e socialità. I due più giovani membri del gruppo, Ruscha (di 24 anni) e il venticinquenne Goode erano amici fin dai tempi della scuola d'arte, che avevano lasciato poco tempo prima, sostenendosi come grafici e con altri lavori saltuari. In particolare, Ruscha aveva prestato servizio come grafico impaginatore dell'agenzia pubblicitaria Carson-Roberts di Los Angeles, prima di realizzare il poster della mostra.
Curatore dell'esibizione fu Walter Hopps, che l'anno precedente aveva allestito la prima esposizione di Andy Warhol alla Ferus Gallery di Los Angeles, da lui stesso fondata con Edward Kiuenholz e Robert Alexander, pionieri dell'arte installativa. all'epoca, l'evento contribuì significativamente ad una prima accettazione della pop art all'interno di una parte dei critici d'arte, creando l'opportunità della successiva mostra dal titolo Six Painters and the Object ("Sei pittori e l'oggetto"), che fu presentata nel '63 da Lawrence Alloway al Museo Guggenheim di New York.